# Ophiopteron elegans
Ophiopteron elegans is een slangster uit de familie Ophiotrichidae.
De wetenschappelijke naam van de soort werd in 1888 gepubliceerd door Hubert Ludwig.